# شابانبای بی
شابانبای بی (به قزاقی: Shabanbay Bi) یک منطقهٔ مسکونی در قزاقستان است که در استان قراغندی واقع شده‌است. شابانبای بی ۵۶۳ نفر جمعیت دارد.